# 郭玉军
郭玉军（？—），湖南人，中国共产党党员。中国人民解放军海军少将军衔。

## 生平
- 曾担任过91458部队（即海军榆林基地）司令员[1]。
- 2015年3月至2015年9月担任过南海舰队参谋长[2]。
- 2016年1月，任中国人民解放军东部战区副参谋长[3]。